# Small Faces (álbum de 1967)
Small Faces es el segundo álbum de estudio de la banda de rock británica Small Faces publicado por Immediate Records en junio de 1967. Escaló a la posición No. 12 en la lista de éxitos UK Album Chart y fue el primer LP de Immediate en 1967.

## Lista de canciones
Todas escritas por Steve Marriott y Ronnie Lane, excepto donde se indique.

### Lado A
1. "(Tell Me) Have You Ever Seen Me" – 2:16
2. "Something I Want to Tell You" – 2:10
3. "Feeling Lonely" – 1:35
4. "Happy Boys Happy" – 1:36 (Instrumental)
5. "Things Are Going to Get Better" – 2:39
6. "My Way of Giving" – 1:59
7. "Green Circles" (Marriott, Lane, Michael O'Sullivan) – 2:46

### Lado B
1. "Become Like You" – 1:58
2. "Get Yourself Together" – 2:16
3. "All Our Yesterdays" – 1:53
4. "Talk to You" – 2:09
5. "Show Me the Way" – 2:08
6. "Up the Wooden Hills to Bedfordshire" (McLagan) – 2:05
7. "Eddie's Dreaming" (Marriott, Lane, McLagan) – 2:54

## Créditos
- Steve Marriott – guitarra, voz
- Ronnie Lane – bajo, voz
- Kenney Jones – batería
- Ian McLagan - teclados